# Bernd e Hilla Becher
Bernhard Becher, detto Bernd (Siegen, 20 agosto 1931 – Rostock, 22 giugno 2007), e 
Hilla Becher, nata Wobeser (Potsdam, 2 settembre 1934 – Düsseldorf, 10 ottobre 2015), erano due coniugi tedeschi rinomati per i loro studi sulla fotografia industriale. I loro lavori più noti erano totalmente privi di soggetti umani (o elementi che potevano ricordarne l’esistenza), di colore, di effetti realizzati tramite luci ed ombre, di sfocature e riflessi, di prospettive oblique e dettagli che distraessero dall'edificio, di inquadrature decentrate e distorsioni di qualsiasi tipologia.

## Biografia

### Bernd Becher
Bernd Becher studiò pittura all'Accademia delle Belle Arti di Stoccarda dal 1953 al 1956 per poi dedicarsi alla tipografia con l'austriaco Karl Rössing, presso l'Accademia di Düsseldorf.
La sua famiglia da generazioni aveva lavorato nell'industria nell'area della Ruhr, che però proprio negli anni Cinquanta iniziò a ridimensionarsi. Bernd decise quindi di dedicarsi a illustrazioni riguardanti l'ambiente lavorativo della famiglia.
Nel 1957 fotografò una miniera che sarebbe stata dismessa in modo da usare le foto come materiale di lavoro; in seguito a questa esperienza, si accorse di provare interesse verso la fotografia.

### Hilla Wobeser

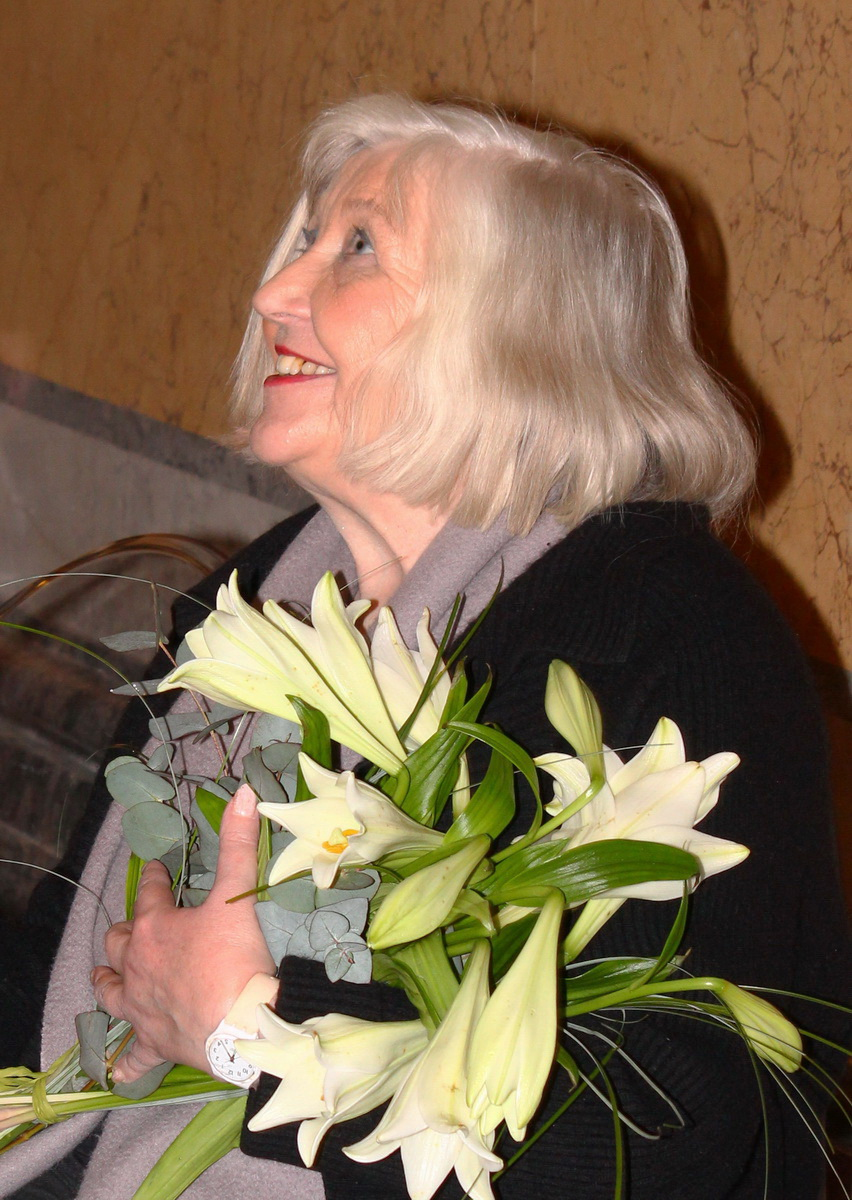
Hilla Becher

Hilla Wobeser si appassionò alla fotografia in giovane età grazie alla madre, che le regalò una macchina fotografica 9x12, ed allo zio, entrambi fotografi professionisti.
Hilla negli anni del liceo scattava fotografie agli insegnanti e per questo venne espulsa poiché questo atto secondo il regolamento scolastico era illegale.
Nel 1951 divenne apprendista di Walter Eichgrun, un noto fotografo, e allo stesso tempo frequentò, come aveva già fatto la madre, la scuola di fotografia al Lette-Verein di Berlino nella quale erano ammesse solamente donne.
Durante il lavoro con Eichgrun, Hilla eseguì diversi incarichi come freelance, ad esempio la documentazione di una struttura ferroviaria in riparazione.
Hilla dimostrò un forte interesse nella fotografia di strutture ferroviarie e dei trasporti; creò un portfolio quasi interamente composto da immagini industriali, grazie al quale divenne una fotografa professionista nel 1954.
Nel 1957 si trasferì ad Amburgo assieme alla madre prendendo la decisione di iscriversi all'Accademia di Düsseldorf, dove si distinse in fotografia nonostante nell'Accademia prevalessero grafici e pittori.

### Bernd e Hilla insieme
I due studenti si incontrarono per la prima volta nel 1957 durante i loro studi all'Accademia di Düsseldorf. Hilla insegnò a Bernd come ottenere delle fotografie perfette per i loro ideali.
Cominciarono a fotografare insieme a partire dal 1959 documentando la scomparsa dell'industrializzazione a livello architettonico e realizzarono un reportage fotografico nella regione della Ruhr dove era situato un enorme impianto siderurgico.
Nel 1961 si sposarono e cominciarono a lavorare come fotografi per l'agenzia pubblicitaria Troost di Düsseldorf. 
La loro prima mostra avvenne nel 1963 alla galleria Ruth Nohl di Siegen, paese natale di Bernd.

## Obiettivi
I coniugi viaggiarono per diverse nazioni europee con lo scopo di fotografare cavalcavia, stabilimenti e, in particolare, torri idriche.
Dal momento che le loro opere non dovevano avere ombre e giochi di luce, i Becher scattavano le fotografie solo in giornate nuvolose in modo che i raggi del sole non creassero contrasti.
Il loro interesse principale non era quello di mostrare la struttura per far vedere cosa faceva, ma cosa era effettivamente nel suo insieme, ovvero una composizione di forme. Questo si collegava a un altro elemento della filosofia dei Becher, ovvero mostrare la concordanza fra oggetti e spazio in modo da dar vita ad un nuovo paesaggio.
I due fotografi non volevano che nei loro lavori prevalesse il lato espressionista, ma quello oggettivo. Consideravano gli elementi architettonici come sculture vere e proprie poiché preferivano mettere in evidenza la forma esterna e non le caratteristiche strutturali, e questa idea rimase al fondamento delle loro opere per tutta la loro carriera.

## Influenze
I coniugi durante il loro percorso vennero influenzati da altri fotografi come Walker Evans, grazie ai suoi scatti frontali agli edifici lungo le strade degli Stati Uniti (Evans però era interessato alla parte sociale, ovvero alla vita quotidiana e ai luoghi in cui viene svolta), ed August Sander, un fotografo che scattò più di 40.000 foto ai cittadini tedeschi in modo che si capisse il lavoro da loro svolto e le loro condizioni sociali attraverso i vestiti e gli strumenti.
Vennero molto influenzati anche dalle foto segnaletiche, il cui soggetto veniva fotografato sia di profilo che di fronte.

## Sviluppi e tipologie

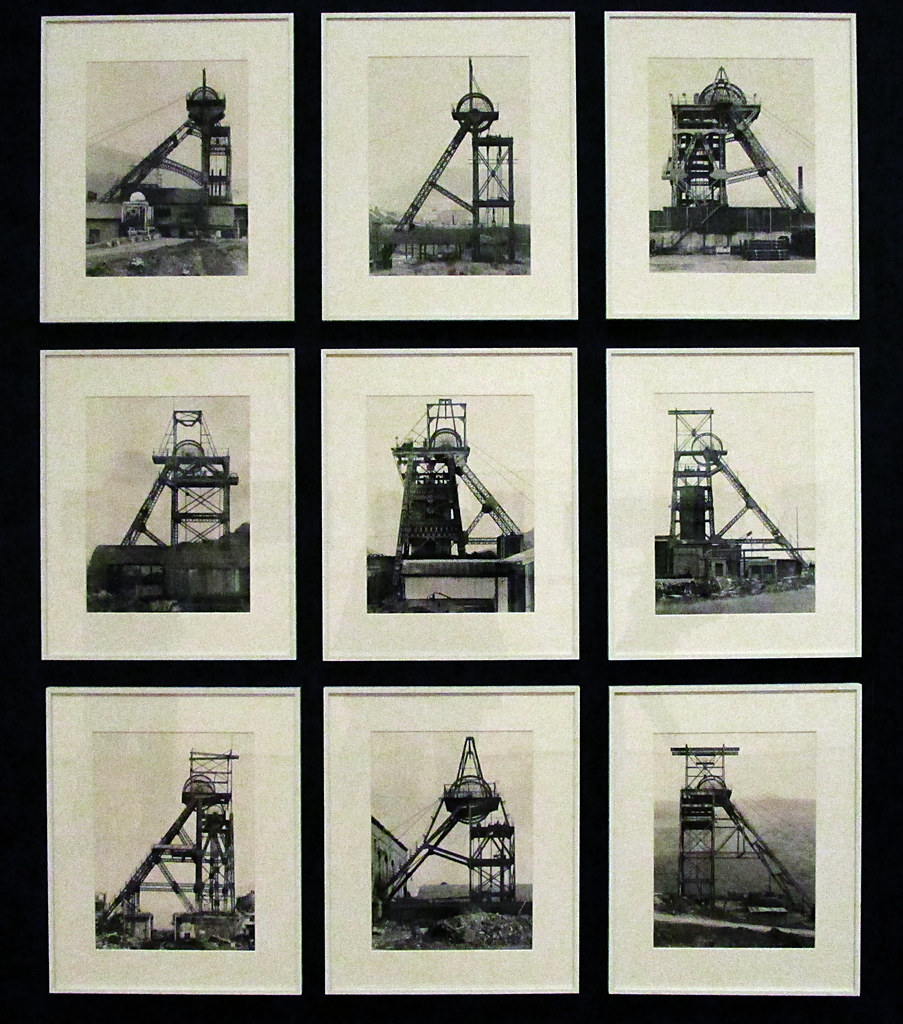
Tipologie

I Becher non erano interessati alle singole fotografie, ma al confronto di edifici con il medesimo scopo ed una struttura affine; per questo le loro opere sono solitamente composte da più immagini in sequenza e questo poteva richiedere settimane o addirittura anni di lavoro.
Per le loro raccolte seguivano i criteri di:
- Tipologie: raggruppamento per similitudine per creare un confronto.
- Sviluppi: fotografie di uno stesso soggetto, da diverse angolazioni, per osservarne tutti i punti di vista.

Entrambi i casi venivano posti su tavole, in modo da facilitarne la consultazione.

## Prima raccolta
Nel 1970 venne pubblicata la prima raccolta fotografica di Bernd ed Hilla Becher Anonyme Skulpturen: Eine Typologie technischer Bauten, che comprendeva fotografie scattate nell'arco di dieci anni.
L'introduzione della raccolta spiega che l'obiettivo era di riconoscere il principio stilistico delle costruzioni.

## La scuola di Düsseldorf
I coniugi Becher diedero il via ad una nuova fotografia contemporanea della quale furono protagonisti gli allievi dell'Accademia d'Arte di Düsseldorf, dove Bernd Becher insegnò fotografia dal 1976 al 1996.
Tra questi studenti vi sono Andreas Gursky, Petra Wunderlich, Thomas Struth, Candida Höfer e Thomas Ruff, nelle cui opere sono presenti evidenti tracce degli insegnamenti dei Becher.
I suddetti studenti crearono un gruppo informale e non dichiarato con il nome di "Scuola di Düsseldorf" e nonostante fossero fotografi molto diversi tra loro, condividevano diverse preferenze grazie agli insegnamenti di Bernd Becher: linee dritte, una prospettiva fredda e formati molto grandi.

## Opere
- Konsolidierungsmine, Gelsenkirchen, Ruhr Region
- Wassertürme, 1963–1993
- Zeche Fforchaman, Rhondda Valley, South Wales, United Kingdom, 1966
- Wickeltürme, 1966–1997
- Knutange, Lorraine, France, 1971
- Hanover Bergwerk 1/2/5, Bochum-Hordel, Ruhr Region..., 1973
- Senza titolo, 1974, Fotografia b/n su carta, Museo cantonale d'arte, Lugano
- Kohlenmine, Bear Valley, Schuylkill County... 1974
- Kohle Tipple, Goodspring, Pennsylvania, 1975
- Rahmenhäuser (1977)
- Pennsylvania Kohlengruben-Tipples (1991)
- Industrielandschaften (2002)